# 807
| [ Edytuj tabelę ]          |                                                   |
| Hrabia Aragonii            | - 802 Aureolus 809                                |
| Król Asturii               | - 791 Alfons II 842                               |
| Hrabia Barcelony           | - 801 Berà 820                                    |
| Cesarz Bizancjum           | - 802 Nicefor I 811                               |
| Chan Bułgarii              | - 803 Krum 814                                    |
| Cesarz Chin                | - 806 Tang Xianzong 820                           |
| Król Essexu                | - 798 Sigered 812                                 |
| Król Franków               | - 768 Karol Wielki 814 - 781 Ludwik I Pobożny 814 |
| Cesarz Japonii             | - 806 Heizei 809                                  |
| Władca Jutlandii           | - 804 Godfred 810                                 |
| Kalif                      | - 786 Harun ar-Raszid 809                         |
| Król Khmerów               | - 802 Dżajawarman II 850                          |
| Patriarcha Konstantynopola | - 806 Nicefor I 815                               |
| Król Mercji                | - 796 Cenwulf 821                                 |
| Król Nortumbrii            | - 806 Elfwald II 808                              |
| Książę Obodrzyców          | - 795 Drożko 809                                  |
| Papież                     | - 795 Leon III 816                                |
| Cesarz rzymski             | - 800 Karol Wielki 814                            |
| Doża Wenecji               | - 804 Obelerio Antenoreo 809                      |

Rok 807 / DCCCVII
stulecia: VIII wiek ~
IX wiek ~
X wiek

lata: 797 «
802 «
803 «
804 «
805 «
806 «
807
» 808
» 809
» 810
» 811
» 812
» 817

## Urodzili się
- Dongshan Liangjie – chiński mistrz chan, założyciel szkoły caodong (zm. 869)
- Yangshan Huiji – chiński mistrz chan, współzałożyciel szkoły guiyang (zm. 883)

## Zmarli
- Tianhuang Daowu – chiński mistrz chan (ur. 748)